# تشم شرو (بهمئي غرمسيري الجنوبي)
تشم شرو (بالفارسية: چم شرو) هي قرية تقع في إيران في قسم بهمئي غرمسیري الجنوبي الريفي. يقدر عدد سكانها بـ 0 نسمة بحسب إحصاء 2016.